# هنت هوكينز
هنت هوكينز (بالإنجليزية: Hunt Hawkins)‏ هو شاعر أمريكي، ولد في 23 ديسمبر 1943.